# Fehlbelegungsabgabe
Die Fehlbelegungsabgabe (später Ausgleichszahlung für Sozialwohnungen) ist eine Abgabe, die ein Mieter einer öffentlich geförderten Wohnung (Sozialwohnung) in Deutschland an eine Stadt oder Gemeinde entrichten muss, wenn seine finanziellen Voraussetzungen sich soweit verbessert haben, dass die Wohnung ihm eigentlich nicht mehr zusteht. Es gibt je nach Land unterschiedliche Regelungen.

## Geschichte
Der Bund schuf 1981 durch das Gesetz über den Abbau der Fehlsubventionierung im Wohnungswesen (AFWoG) die Möglichkeit für die Bundesländer, eine Fehlbelegungsabgabe festzulegen (Unterartikel 1 des Artikels 27 des 2. Haushaltsstrukturgesetzes). Eingeführt wurde die Regelung von den Ländern oft erst in den 1990er Jahren. Mittlerweile wurde sie in den meisten Bundesländern wieder abgeschafft.
Wohnungssuchende können mit Hilfe eines Wohnberechtigungsscheins (WBS) bei Mietbeginn nachweisen, dass sie die Bedingungen zum Bezug einer mit öffentlichen Mitteln geförderten Wohnung („Sozialwohnung“) erfüllen. Verbessert sich deren Einkommenssituation während der Dauer des Mietverhältnisses, müssen sie deshalb nicht aus der Wohnung ausziehen. In diesen Fällen wurde in einigen Bundesländern eine Fehlbelegungsabgabe erhoben, wenn das Einkommen der Mietenden deutlich (meist um 20 %) über der Einkommensgrenze für einen WBS lag. Die Abgabe betrug 0,35 bis zu 3,50 Euro/m². Freibeträge gab es z. B. für Schwerbehinderte.
Die Länder erhielten im Rahmen der Föderalismusreform 2006 durch das Gesetz zur Änderung des Grundgesetzes und das Föderalismusreform-Begleitgesetz zum 1. September 2006 vom Bund die ausschließliche gesetzgebende Befugnis im Bereich der Wohnraumförderung und der Wohnungsbindung.
Durch eine neue Situation auf dem Wohnungsmarkt sowie erwarteten höheren Verwaltungskosten bei gleichzeitig sinkenden Einnahmen aus Fehlbelegungsabgaben wurde die Fehlbelegungsabgabe in den meisten Bundesländern zu unterschiedlichen Zeitpunkten abgeschafft. Ziel der Abschaffung der Fehlbelegungsabgabe war auch, für eine bessere Sozialstruktur in Wohnvierteln zu sorgen. Die Fehlbelegungsabgabe hatte oftmals dafür gesorgt, dass Besserverdienende aus vormals gemischten Wohnquartieren wegzogen, wodurch sich z. T. homogene Brennpunkte entwickeln konnten.

## Regelungen in den einzelnen Ländern
| Land                   | Ausgleichszahlung vorhanden?        | Gesetzliche Grundlage                                                                                | Zeitpunkt Inkrafttreten und Beschluss                                   | Quelle      |
| ---------------------- | ----------------------------------- | --- | ----------------------------------------------------------------------- | ----------- |
| Baden-Württemberg      | nein                                | | Abgeschafft zum 1. Januar 2008; Verordnung vom 29. November 2007        | [ 2 ]       |
| Bayern                 | nein                                | | Abgeschafft zum 1. Januar 2008                                          | [ 3 ]       |
| Berlin                 | nein                                | | Abgeschafft zum 1. September 2002                                       | [ 4 ]       |
| Brandenburg            | ??                                  | |                                                                         |             |
| Bremen                 | nein                                | Gesetz zur Änderung des Bremischen Gesetzes über den Abbau der Fehlsubventionierung im Wohnungswesen | Abgeschafft zum 1. Januar 2005; am 2. Oktober 2001 beschlossen          | [ 5 ] [ 6 ] |
| Hamburg                | nein                                | | Abgeschafft zum 1. Juli 2002; beschlossen am 12. Juni 2002              | [ 7 ]       |
| Hessen                 | ja                                  | | Abgeschafft zum 1. Juli 2011; Wieder eingeführt zum 1. Juli 2016        | [ 8 ]       |
| Mecklenburg-Vorpommern | ??                                  | |                                                                         |             |
| Niedersachsen          | nein                                | | Abgeschafft zum 31. Oktober 2003                                        | [ 9 ]       |
| Nordrhein-Westfalen    | nein                                | | Abgeschafft zum 1. Januar 2006; am 23. Mai 2006 rückwirkend beschlossen | [ 10 ]      |
| Rheinland-Pfalz        | ja, in 4 von 10 möglichen Gemeinden | AFWoG i. V. m. AGAFWoG                                                                               | ?                                                                       | [ 11 ]      |
| Saarland               | ja                                  | |                                                                         |             |
| Sachsen                | nein                                | |                                                                         | [ 12 ]      |
| Sachsen-Anhalt         | ??                                  | |                                                                         |             |
| Schleswig-Holstein     | nein                                | | Abgeschafft zum 31. Oktober 2004; Verordnung vom 24. Oktober 2003       | [ 13 ]      |
| Thüringen              | ??                                  | |                                                                         |             |